# Gaiziņkalns
Der Gaiziņkalns oder Gaiziņš, deutsch Gaising, ist die höchste Erhebung in Lettland und liegt etwa 312 Meter über dem Meeresspiegel.
Er liegt von der Hauptstadt Riga aus gesehen in östlicher Richtung im livländischen Hochland (Vidzemes augstiene), etwa auf halber Strecke zur russischen Grenze und unweit der Stadt Madona inmitten eines Naturparks.
Der Gaiziņkalns ist ein beliebtes Ausflugsziel. Seit den 1920er-Jahren ist er in der kalten Jahreszeit mit einem Schlepplift und einer Abfahrtspiste eines der Wintersportzentren des Landes. Ein gut zwei Kilometer langer Rundwanderweg führt ganzjährig vom Parkplatz am Fuß des Berges über den Gipfel und einige Aussichtspunkte an den Bergschultern.

## Aussichtsturm

Derzeitiges Holz-Monument auf dem Gipfel mit Höhenangabe 312 m

Auf seinem Gipfel wurde 1982 ein 41 Meter hoher Aussichtsturm errichtet, der aber wegen mangelhafter Fundamente niemals für die Benutzung freigegeben wurde. Am 14. Dezember 2012 wurde der baufällige Turm schließlich gesprengt. Ein neuer Aussichtsturm an gleicher Stelle ist in Planung. Der Baubeginn verzögerte sich. Derzeit steht ein knapp vier Meter hoher Holzturm auf dem Gipfel, der eine Miniatur des ehemaligen Aussichtsturms darstellt, aber nicht bestiegen werden kann, sondern als Unterstand für Wanderer dient.